# Ousmane Diarra (Leichtathlet, 1966)
Ousmane Diarra (* 30. September 1966) ist ein ehemaliger malischer Leichtathlet, der sich auf den Sprint spezialisiert hat und aktuell Inhaber des Landesrekordes im 100-Meter-Lauf ist.

## Sportliche Laufbahn
Erste internationale Erfahrungen sammelte Ousmane Diarra vermutlich im Jahr 1988, als er bei den Olympischen Sommerspielen in Seoul im 100-Meter-Lauf mit 10,61 s im Viertelfinale ausschied, wie auch über 200 Meter mit 21,46 s. Im Jahr darauf schied er bei der Sommer-Universiade in Duisburg mit 10,78 s im Halbfinale über 100 Meter aus und schied im 200-Meter-Lauf mit 21,73 s in der ersten Runde aus. 1991 kam er bei den Weltmeisterschaften in Tokio mit 10,69 s und 21,85 s jeweils nicht über den Vorlauf hinaus und auch bei den Olympischen Sommerspielen in Barcelona im Jahr darauf schied er mit 10,87 s und 21,73 s jeweils in der ersten Runde aus. 1993 schied er bei den Weltmeisterschaften in Stuttgart mit 10,41 s im Viertelfinale über 100 Meter aus und kam über 200 Meter mit 21,51 s nicht über den Vorlauf hinaus. 1994 belegte er bei den Spielen der Frankophonie in Bondoufle in 10,51 s den siebten Platz über 100 Meter und im Jahr darauf schied er bei den Weltmeisterschaften in Göteborg mit 10,54 s im Viertelfinale aus. Anschließend kam er bei den Afrikaspielen in Harare mit 20,98 s nicht über den Vorlauf über 200 Meter hinaus. 1996 nahm er zum dritten Mal den Olympischen Sommerspielen in Atlanta teil und schied dort mit 10,38 s im Viertelfinale über 100 Meter aus, während er über 200 Meter mit 21,20 s in der ersten Runde ausschied. Im Jahr darauf kam er bei den Hallenweltmeisterschaften in Paris in der Vorrunde im 60-Meter-Lauf nicht ins Ziel und im August schied er bei den Freiluft-Weltmeisterschaften in Athen mit 10,42 s in der ersten Runde über 100 Meter aus. 1998 kam er bei den Afrikameisterschaften in Dakar mit 10,44 s nicht über den Vorlauf hinaus und im Jahr darauf wurde er bei den Weltmeisterschaften in Sevilla in der Vorrunde über 100 Meter disqualifiziert. 2000 beendete er dann seine aktive sportliche Karriere im Alter von 34 Jahren.

## Persönliche Bestleistungen
- 100 Meter: 10,10 s (+1,2 m/s), 4. Mai 1996 in Athens (malischer Rekord)
  - 60 Meter (Halle): 6,63 s, 1. März 1996 in Atlanta (malischer Rekord)
- 200 Meter: 20,98 s (0,0 m/s), 16. September 1995 in Harare